# Galagoides thomasi
Galagoides thomasi (лат.) — примат семейства галаговые.

## Систематика
Изначально был описан как подвид Galago demidovii, позже был выделен в отдельный вид.

## Описание
Шерсть пепельно-коричневая, морда светлая. Уши большие, вокруг глаз пятна тёмной шерсти. Размеры для галаго крупные — длина тела составляет 123—166 мм, длина хвоста 150—233 мм, вес около 100 грамм. Крик отличается от крика Galago demidovii более быстрыми и короткими нотами более высокой частоты.

## Распространение
Встречается на обширных территориях в Западной и Центральной Африке в Кот д'Ивуаре, Нигерии, Экваториальной Гвинее, Анголе, Демократической Республике Конго, Камеруне, Габоне, Конго, Уганде и Замбии. Также могут встречаться в Либерии, Сьерра-Леоне, Гвинее, Гвинее-Бисау, Центрально-Африканской Республике, Того, Сенегале, Бурунди, Руанде и Южном Судане. Также есть неподтверждённые свидетельства очевидцев, наблюдавших этого примата в Кении..

## Образ жизни
Населяет все виды тропических и субтропических сухих низинных лесов и редколесий, а также опушки горных лесов. В некоторых районах являются единственными представителями своего семейства. Делают гнёзда в дуплах и упавших деревьях. Образуют группы размером 1—5 особей. Добывают пищу преимущественно ночью. Самка приносит потомство раз в год, в помёте один или два детёныша. Представители вида всеядны, однако в рационе преимущественно насекомые.